# Aroostookkriget
Aroostookkriget (ibland kallat Pork and Beans War) var en konflikt där USA och Storbritannien var oense om var gränsen mellan Maine och Brittiska Nordamerika skulle gå. Det kallades krig eftersom spänningen steg, och soldaterna tågade mot gränsen från båda håll, men ländernas regeringar grep in i tid och lyckades förhindra att något blod spilldes.

### Fotnoter
1. ↑  Le Duc, Thomas (1947) (på engelska). The Maine Frontier and the Northeastern Boundary Controversy. The American Historical Review. sid. 30–41